# The Greatest Remixes Collection
The Greatest Remixes Collection è una raccolta di remix del gruppo musicale britannico Bananarama, pubblicato soltanto nel 1990 per l'etichetta London Records.

## Descrizione
All'epoca della pubblicazione, uno dei tre membri originari, Siobhan Fahey, era già stata sostituita da Jacquie O'Sullivan, la quale aveva promosso, insieme agli altri due membri fondatori, Sara Dallin e Keren Woodward, la precedente The Greatest Hits Collection, mentre l'unico remix che non era ancora uscito su CD era il Miami Mix di I Heard a Rumour, il primo estratto dal quarto album di studio, Wow!, anche se nessuno dei remix era mai stato inserito su una raccolta delle Bananarama. In séguito, alcune di queste versioni remixate sono state re-inserite su raccolte del gruppo di più facile disponibilità, come il doppio The Very Best of Bananarama o The Twelve Inches of Bananarama. La raccolta, pubblicata in Asia, è diventata nel tempo una rarità piuttosto quotata e altrettanto ricercata dai collezionisti.

## Tracce
1. "Cruel Summer '89" (Swing Beat Dub)
2. "Megarama '89" (Full Length Version)
3. "Help!" (Extended version)
4. "Love in the First Degree" (Jailers Mix)
5. "I Heard a Rumour" (Miami Mix)
6. "I Want You Back" (Extended European Mix)
7. "Nathan Jones" (Extended Version)
8. "Love, Truth and Honesty" (Extended Version)
9. "Venus" (Extended Version)